# Alban Plörer
Alban Plörer (1956) è un ex sciatore alpino austriaco.

## Biografia
Alban Plörer, originario di Sölden, vinse la medaglia d'argento nello slalom gigante agli Europei juniores di Ruhpolding 1973; non debuttò in Coppa del Mondo e non prese parte a rassegne olimpiche o iridate.

## Palmarès

### Europei juniores
- 1 medaglia[2]:
  - 1 argento (slalom gigante a Ruhpolding 1973)